# Nati nel 1953/Marzo
| Questa pagina contiene informazioni ricavate automaticamente dalle voci biografiche con l'ausilio del template Bio e di un bot. L'aggiornamento è periodico e automatico e ricostruisce completamente la pagina. Se manca una persona in questa lista, sei pregato di non aggiungerla, ma accertati piuttosto che la sua voce biografica contenga il template Bio e che i dati anagrafici siano correttamente compilati. Se il template Bio manca, inseriscilo tu stesso o, in alternativa, metti l'avviso {{tmp\|Bio}} che ne segnala la mancanza. Se i dati riportati sono sbagliati, correggi direttamente la voce biografica; le modifiche saranno visibili in questa lista entro pochi giorni. Per chiarimenti vedi il progetto biografie. La lista contiene solo le 250 persone che sono citate nell'enciclopedia e per le quali è stato implementato correttamente il template Bio. Pagina aggiornata al 10 ago 2025. |

- 1º marzo - Loris Benelli, ex cestista italiano
- 1º marzo - Ivano Comi, scrittore italiano († 2018)
- 1º marzo - Rolf Danneberg, ex discobolo tedesco
- 1º marzo - Kamal Abu Eita, sindacalista e politico egiziano
- 1º marzo - Yōko Kamikawa, politica giapponese
- 1º marzo - M. K. Stalin, politico indiano
- 1º marzo - Ilona Koutny, esperantista ungherese
- 1º marzo - Elena e Michela Martignoni, scrittrice italiana
- 1º marzo - Marilde Provera, politica italiana
- 1º marzo - Carlos Queiroz, allenatore di calcio portoghese
- 1º marzo - Heinz Stettler, bobbista svizzero († 2006)
- 1º marzo - Luther Strange, politico statunitense
- 1º marzo - Doru-Viorel Ursu, politico, magistrato e avvocato rumeno († 2024)
- 1º marzo - Chuck Zito, attore statunitense
- 2 marzo - Edgar Angulo, ex calciatore colombiano
- 2 marzo - Giuseppe Di Costanzo, scrittore italiano († 2013)
- 2 marzo - Russ Feingold, politico statunitense
- 2 marzo - Lucio Gaudino, regista, sceneggiatore e produttore cinematografico italiano
- 2 marzo - Urban Hettich, ex combinatista nordico tedesco
- 2 marzo - Giorgio Mendella, imprenditore italiano
- 2 marzo - Eusebio Pedroza, pugile panamense († 2019)
- 3 marzo - Aram Asatryan, cantante armeno († 2007)
- 3 marzo - Roberto Osvaldo Díaz, ex calciatore argentino
- 3 marzo - Robyn Hitchcock, cantautore e chitarrista britannico
- 3 marzo - Brian Kerr, allenatore di calcio irlandese
- 3 marzo - Giorgio Mele, politico italiano
- 3 marzo - Sabah Al-Khalid Al-Sabah, politico kuwaitiano
- 3 marzo - Zico, dirigente sportivo, allenatore di calcio e ex calciatore brasiliano
- 4 marzo - Emilio Estefan, musicista e produttore discografico cubano
- 4 marzo - Llorenç Serra Ferrer, allenatore di calcio e ex calciatore spagnolo
- 4 marzo - Anne Gollogly, ex cestista inglese
- 4 marzo - Scott Hicks, regista britannico
- 4 marzo - Paweł Janas, allenatore di calcio e ex calciatore polacco
- 4 marzo - Kay Lenz, attrice statunitense
- 4 marzo - Luigi Pedrazzini, politico, avvocato e giornalista svizzero
- 4 marzo - Reinhold Roth, pilota motociclistico tedesco († 2021)
- 4 marzo - Anna Maria Serafini, politica italiana
- 4 marzo - Chris Smith, politico statunitense
- 4 marzo - S. Tucker Taft, informatico statunitense
- 4 marzo - Agustí Villaronga, regista, sceneggiatore e attore spagnolo († 2023)
- 4 marzo - Daniel Woodrell, scrittore statunitense
- 5 marzo - Radu Berceanu, politico e ingegnere rumeno
- 5 marzo - Pietro Curzio, magistrato e giurista italiano
- 5 marzo - Katarina Frostenson, poetessa, scrittrice e traduttrice svedese
- 5 marzo - Gardi Hutter, attrice teatrale e commediografa svizzera
- 5 marzo - Valerij Grigor'evič Korzun, cosmonauta russo
- 5 marzo - Carlos Perreau de Pinninck Doménech, politico e imprenditore spagnolo
- 5 marzo - Marcelo Piñeyro, regista cinematografico e sceneggiatore argentino
- 5 marzo - Michael Sandel, filosofo statunitense
- 5 marzo - Richard Sanderson, cantante e musicista britannico
- 5 marzo - Tokyo Sexwale, imprenditore e politico sudafricano
- 5 marzo - Harald Stenvaag, ex tiratore a segno norvegese
- 6 marzo - Phil Alvin, musicista e cantante statunitense
- 6 marzo - Gianfranco De Angelis, cantante e attore italiano
- 6 marzo - Brad Hoffman, ex cestista statunitense
- 6 marzo - Micky Horswill, ex calciatore inglese
- 6 marzo - Madhav Kumar Nepal, politico nepalese
- 6 marzo - Carolyn Porco, astrofisica, astronoma e divulgatrice scientifica statunitense
- 6 marzo - Natália do Vale, attrice e scrittrice brasiliana
- 7 marzo - Jim Abromaitis, ex cestista statunitense
- 7 marzo - Kenny Aronoff, batterista statunitense
- 7 marzo - Anthony Carmona, politico trinidadiano
- 7 marzo - Jean Jacques Chagnaud, illustratore e fumettista francese
- 7 marzo - Ken Hill, ex calciatore inglese
- 7 marzo - Luigi Manueli, allenatore di calcio e ex calciatore italiano
- 7 marzo - Ferdinando Minucci, dirigente sportivo italiano
- 7 marzo - Jean-Dominique Senard, dirigente d'azienda francese
- 8 marzo - Aggelos Anastasiadīs, allenatore di calcio e ex calciatore greco
- 8 marzo - Bio, calciatore brasiliano († 2008)
- 8 marzo - Čavdar Cvetkov, ex calciatore bulgaro
- 8 marzo - Fabio Raffaelli, giornalista, scrittore e editore italiano († 2017)
- 8 marzo - José Antonio Redondo García, allenatore di calcio e ex calciatore spagnolo
- 8 marzo - Jim Rice, ex giocatore di baseball statunitense
- 8 marzo - Michael Wolfgramm, ex canottiere tedesco
- 9 marzo - Vladislav Akimenko, ex velista sovietico
- 9 marzo - Iles Braghetto, politico italiano
- 9 marzo - Siro D'Alessandro, allenatore di calcio e ex calciatore italiano
- 9 marzo - Lauren Koslow, attrice statunitense
- 9 marzo - Sandra Lonardo, politica italiana
- 10 marzo - Debbie Brill, ex altista canadese
- 10 marzo - Cho Hun-hyun, goista e politico sudcoreano
- 10 marzo - Ronnie Earl, chitarrista statunitense
- 10 marzo - Åke Edwardson, scrittore e giornalista svedese
- 10 marzo - Marsha Fitzalan, attrice britannica
- 10 marzo - Nicu Gingă, ex lottatore rumeno
- 10 marzo - Paul Haggis, regista, sceneggiatore e produttore cinematografico canadese
- 11 marzo - Carole André, attrice francese
- 11 marzo - László Bölöni, allenatore di calcio e ex calciatore rumeno
- 11 marzo - Derek Daly, ex pilota automobilistico irlandese
- 11 marzo - Robert Fleischman, cantante statunitense
- 11 marzo - Jimmy Iovine, produttore discografico e imprenditore statunitense
- 11 marzo - Jürgen Kurths, fisico e matematico tedesco
- 11 marzo - Federico Luci, grafico e direttore artistico italiano
- 11 marzo - Carlo Pileri, sindacalista, scrittore e numismatico italiano
- 11 marzo - Ilona Richter, ex canottiera tedesca
- 11 marzo - Filipe Soares Franco, dirigente sportivo, dirigente d'azienda e politico portoghese
- 11 marzo - Ludovico Speranza, criminale italiano
- 12 marzo - John Andersen, ex calciatore danese
- 12 marzo - Jim Delaney, ex tennista statunitense
- 12 marzo - Néjib Ghommidh, ex calciatore tunisino
- 12 marzo - Carl Hiaasen, giornalista e scrittore statunitense
- 12 marzo - Ron Jeremy, attore pornografico statunitense
- 12 marzo - Ryan Paris, cantante italiano
- 12 marzo - Pavel Pinigin, ex lottatore sovietico
- 12 marzo - Irina Ponarovskaja, cantante e attrice russa
- 12 marzo - José Luis Retana Gozalo, vescovo cattolico spagnolo
- 12 marzo - Kenneth Rogoff, economista e scacchista statunitense
- 12 marzo - Riccardo Schicchi, regista, fotografo e imprenditore italiano († 2012)
- 12 marzo - Fulvio Wetzl, regista, produttore cinematografico e sceneggiatore italiano
- 13 marzo - Mark Fisher, scrittore canadese
- 13 marzo - Franjo Topić, teologo e presbitero bosniaco
- 13 marzo - Leopoldo Girelli, arcivescovo cattolico italiano
- 13 marzo - Jürgen Heuser, ex sollevatore tedesco orientale
- 13 marzo - Umberto Panerai, ex pallanuotista italiano
- 13 marzo - Ridley Pearson, scrittore statunitense
- 13 marzo - Deborah Raffin, attrice statunitense († 2012)
- 13 marzo - Paolo Zanotto, avvocato e politico italiano
- 14 marzo - Fabio Aguzzi, pittore italiano († 2016)
- 14 marzo - Karl-Heinz Brunner, politico tedesco
- 14 marzo - Luigi Castagnola, ex pallanuotista italiano
- 14 marzo - Sauro Catellani, procuratore sportivo e ex calciatore italiano
- 14 marzo - Matilde Charro, ex cestista cubana
- 14 marzo - Parnell Dickinson, ex giocatore di football americano statunitense
- 14 marzo - Tim McKee, ex nuotatore statunitense
- 14 marzo - Roberto Meddi, direttore della fotografia italiano
- 14 marzo - Tommaso Montano, ex schermidore italiano
- 14 marzo - Dan Niculescu, ex cestista rumeno
- 14 marzo - Nicola Sartor, economista e politico italiano
- 15 marzo - Antoine Basbous, politologo libanese
- 15 marzo - George Ciantar, ex calciatore maltese
- 15 marzo - Frances Conroy, attrice statunitense
- 15 marzo - Arta Dade, politica albanese
- 15 marzo - Roland Freymond, pilota motociclistico svizzero
- 15 marzo - Heather Graham Pozzessere, scrittrice statunitense
- 15 marzo - Brian Haig, scrittore statunitense
- 15 marzo - Kumba Ialá, politico guineense († 2014)
- 15 marzo - Christian Lopez, ex calciatore e allenatore di calcio francese
- 15 marzo - Nino Rizzo Nervo, giornalista italiano
- 15 marzo - Gian Antonio Stella, giornalista e scrittore italiano
- 16 marzo - Gennaro Camilleri, ex calciatore maltese
- 16 marzo - Vincent Coulibaly, arcivescovo cattolico guineano
- 16 marzo - Mariano Crociata, vescovo cattolico italiano
- 16 marzo - Claus Peter Flor, direttore d'orchestra tedesco
- 16 marzo - Pietro Fornaciari, attore italiano
- 16 marzo - Isabelle Huppert, attrice francese
- 16 marzo - Rainer Knaak, scacchista tedesco
- 16 marzo - Maria Rita Lorenzetti, politica italiana
- 16 marzo - Fabián Paz y Miño, ex calciatore ecuadoriano
- 16 marzo - Richard Stallman, programmatore, informatico e attivista statunitense
- 17 marzo - Jaime de Almeida, allenatore di calcio e ex calciatore brasiliano
- 17 marzo - Alberto Cavalli, politico italiano
- 17 marzo - Vittorio Fontanella, ex mezzofondista italiano
- 17 marzo - Nino Galloni, economista italiano
- 17 marzo - Victor Hermans, allenatore di calcio a 5, ex giocatore di calcio a 5 e ex calciatore olandese
- 17 marzo - Lars-Erik Hinders, ex sciatore alpino svedese
- 17 marzo - Clyde Mayes, ex cestista statunitense
- 17 marzo - Chuck Muncie, giocatore di football americano statunitense († 2013)
- 18 marzo - Ivan Cattaneo, artista, cantautore e pittore italiano
- 18 marzo - Ute Kircheis-Wessel, ex schermitrice tedesca
- 18 marzo - Marcello Nicchi, ex arbitro di calcio italiano
- 18 marzo - Franz Wright, poeta e traduttore statunitense († 2015)
- 19 marzo - Peter Chandler, ex calciatore statunitense
- 19 marzo - Jill Ciment, scrittrice statunitense
- 19 marzo - Larry Fogle, ex cestista statunitense
- 19 marzo - Lenín Moreno, politico ecuadoriano
- 19 marzo - Nicola Muschitiello, poeta e traduttore italiano
- 19 marzo - Stephen Partridge, artista inglese
- 19 marzo - Carlton Pearson, pastore protestante e personaggio televisivo statunitense († 2023)
- 19 marzo - Hans Rinn, ex slittinista tedesco orientale
- 19 marzo - Robert Schenkkan, attore, drammaturgo e sceneggiatore statunitense
- 19 marzo - Billy Sheehan, bassista statunitense
- 20 marzo - Jimmy Dan Conner, ex cestista statunitense
- 20 marzo - Silvano Martina, procuratore sportivo e ex calciatore italiano
- 20 marzo - Diana Miloslavich, politica e attivista peruviana
- 20 marzo - Sigi Schmid, calciatore e allenatore di calcio tedesco († 2018)
- 20 marzo - Keith Self, politico statunitense
- 21 marzo - Francesco Banti, cantante italiano
- 21 marzo - Emilio Correa Sr., pugile cubano († 2024)
- 21 marzo - Myron Joseph Cotta, vescovo cattolico statunitense
- 21 marzo - Anita Di Giuseppe, politica italiana
- 21 marzo - Nigel Dick, regista e musicista inglese
- 21 marzo - Pasquale Preziosa, generale italiano
- 21 marzo - Giacinto Russo, politico italiano († 2025)
- 21 marzo - Ștefan Tașnadi, sollevatore rumeno († 2018)
- 22 marzo - Nadine Agon, ex cestista belga
- 22 marzo - Þorsteinn Bjarnason, ex calciatore islandese
- 22 marzo - Robin Le Mesurier, chitarrista, musicista e personaggio televisivo britannico († 2021)
- 22 marzo - Philippe Richert, politico francese
- 22 marzo - Vladimir Trofimenko, astista sovietico († 1994)
- 22 marzo - Lorenzo Unanue, ex calciatore uruguaiano
- 23 marzo - Debbie Jones, ex giocatrice di curling canadese
- 23 marzo - Josef Kaczor, ex calciatore tedesco
- 23 marzo - Rich Kelley, ex cestista statunitense
- 23 marzo - Chaka Khan, cantante statunitense
- 23 marzo - Kiran Mazumdar-Shaw, imprenditrice indiana
- 23 marzo - James Orr, regista, sceneggiatore e produttore cinematografico canadese
- 23 marzo - Alessandro Scanziani, ex calciatore e allenatore di calcio italiano
- 23 marzo - Ali Shojaei, ex calciatore iraniano
- 23 marzo - Neil Smith, bassista australiano († 2013)
- 23 marzo - Ivica Šurjak, ex calciatore jugoslavo
- 24 marzo - Louie Anderson, attore e comico statunitense († 2022)
- 24 marzo - Martyn Busby, ex calciatore inglese
- 24 marzo - Otar Gabelia, allenatore di calcio e ex calciatore sovietico
- 24 marzo - Leonardo Gagliano, fumettista italiano
- 24 marzo - Eva Kryll, attrice e doppiatrice tedesca
- 24 marzo - Gabriele Landoni, ex ciclista su strada italiano
- 24 marzo - Jo Shapcott, poetessa britannica
- 25 marzo - Chrīstos Ardizoglou, ex calciatore greco
- 25 marzo - Harald Eckl, pilota motociclistico e dirigente sportivo tedesco
- 25 marzo - Pino Maniaci, giornalista e conduttore televisivo italiano
- 25 marzo - Romain Slocombe, scrittore, fumettista e fotografo francese
- 26 marzo - Lincoln Chafee, politico statunitense
- 26 marzo - Elaine Chao, politica statunitense
- 26 marzo - Michele Ferrari, medico italiano
- 26 marzo - Nedelčo Kolev, ex sollevatore bulgaro
- 26 marzo - Charīs Papageōrgiou, ex cestista greco
- 26 marzo - Jim Porto, cantante, compositore e pianista brasiliano
- 26 marzo - Tat'jana Providochina, ex mezzofondista sovietica
- 27 marzo - George Copos, politico rumeno
- 27 marzo - Jorge Garbey, ex schermidore cubano
- 27 marzo - Gabriele Gatti, politico sammarinese
- 27 marzo - István Joós, ex canoista ungherese
- 27 marzo - Phil Leonetti, mafioso e collaboratore di giustizia statunitense
- 27 marzo - Annemarie Moser-Pröll, ex sciatrice alpina austriaca
- 27 marzo - Alessandro Nicosia, imprenditore italiano
- 27 marzo - Herman Ponsteen, ex pistard olandese
- 27 marzo - Masayoshi Takanaka, chitarrista giapponese
- 28 marzo - Rosemary Ashe, soprano e attrice britannica
- 28 marzo - Gianfranco Casarsa, ex calciatore italiano
- 28 marzo - Giuliano Giubilei, giornalista e politico italiano
- 28 marzo - Eamonn Gregg, allenatore di calcio e ex calciatore irlandese
- 28 marzo - Steve Keen, economista australiano
- 28 marzo - Peter Mensch, manager statunitense
- 28 marzo - Steve Middleton, ex calciatore inglese
- 28 marzo - John Mills, ex nuotatore britannico
- 28 marzo - Melchior Ndadaye, politico burundese († 1993)
- 28 marzo - Nydia Velázquez, politica statunitense
- 29 marzo - Rudi Lochner, bobbista tedesco
- 30 marzo - Cydney Bernard, produttrice cinematografica statunitense
- 30 marzo - David Butler, ex calciatore inglese
- 30 marzo - Alfredo Meocci, dirigente pubblico, politico e giornalista italiano († 2025)
- 30 marzo - Igor' Putin, imprenditore e banchiere russo
- 30 marzo - Manrico Vaiani, allenatore di pallacanestro italiano († 2024)
- 30 marzo - Nelo Vingada, allenatore di calcio e ex calciatore portoghese
- 31 marzo - Dave Bickler, cantautore e musicista statunitense
- 31 marzo - Jean-François Caujolle, ex tennista francese
- 31 marzo - Armond Hill, ex cestista e allenatore di pallacanestro statunitense
- 31 marzo - Sean Hopper, tastierista e compositore statunitense
- 31 marzo - Fabrizio Larini, dirigente sportivo e ex calciatore italiano
- 31 marzo - Rita Silva, attrice italiana